# Laurent Robert
Laurent Robert (Saint-Benoît, Illa de la Reunió, 21 de maig de 1975) és un futbolista professional francès, que ocupa la posició de migcampista.

## Trajectòria
Inicia la seua carrera al Montpellier HSC, abans de signar pel Paris Saint-Germain FC en 1999. A l'any següent, amb els parisencs a la Champions League, aconsegueix originar sis gols del famós encontre davant el Rosenborg BK, que culminaria en un contundent 7 a 2.
El 2001, fitxa pel Newcastle United FC per 9,5 milions de lliures. En la seua estada al club anglès, de quatre temporades, hi sumaria 21 gols en 129 partits. El 2005 seria cedit al Portsmouth FC
Després de la cessió, no continua al Newcastle i fitxa pel SL Benfica portugués. Va marcar el seu primer gol davant els rivals del FC Porto, en un xut des de 40 metres, una de les seues especialitats. El juliol del 2006 recala al Llevant UE, de la primera divisió espanyola, on només hi disputa 13 partits, sent expulsat en un d'ells, i sense marcar cap gol. L'any següent hi retorna a Anglaterra, al Derby County FC.
A l'abril del 2008, el Toronto FC, de la MLS, anuncia el fitxatge del francès, on tot i només disputar 17 partits, va deixar bona impressió. Posteriorment, hi juga a la lliga grega amb el Larissa FC.

## Selecció
Robert ha estat internacional amb la selecció francesa en 9 partits, tot marcant un gol, contra Turquia. Va participar en la Copa Confederacions del 2001.